# Stibadocera quadricellula
Stibadocera quadricellula är en tvåvingeart som först beskrevs av Enrico Adelelmo Brunetti 1911.  Stibadocera quadricellula ingår i släktet Stibadocera och familjen mellanharkrankar. Inga underarter finns listade i Catalogue of Life.